# رودسر (رضوانشهر)
رودسر، روستایی از توابع دهستان گیل دولاب بخش مرکزی شهرستان رضوان‌شهر در استان گیلان ایران است.

## زبان
مردم روستای رودسر گیلک هستند و به زبان گیلکی سخن می‌گویند.

## جمعیت
این روستا در دهستان گیل دولاب قرار دارد و براساس سرشماری مرکز آمار ایران در سال ۱۳۸۵، جمعیت آن ۳۱۱ نفر (۱۰۱خانوار) بوده‌است.